# مازندران صفوی

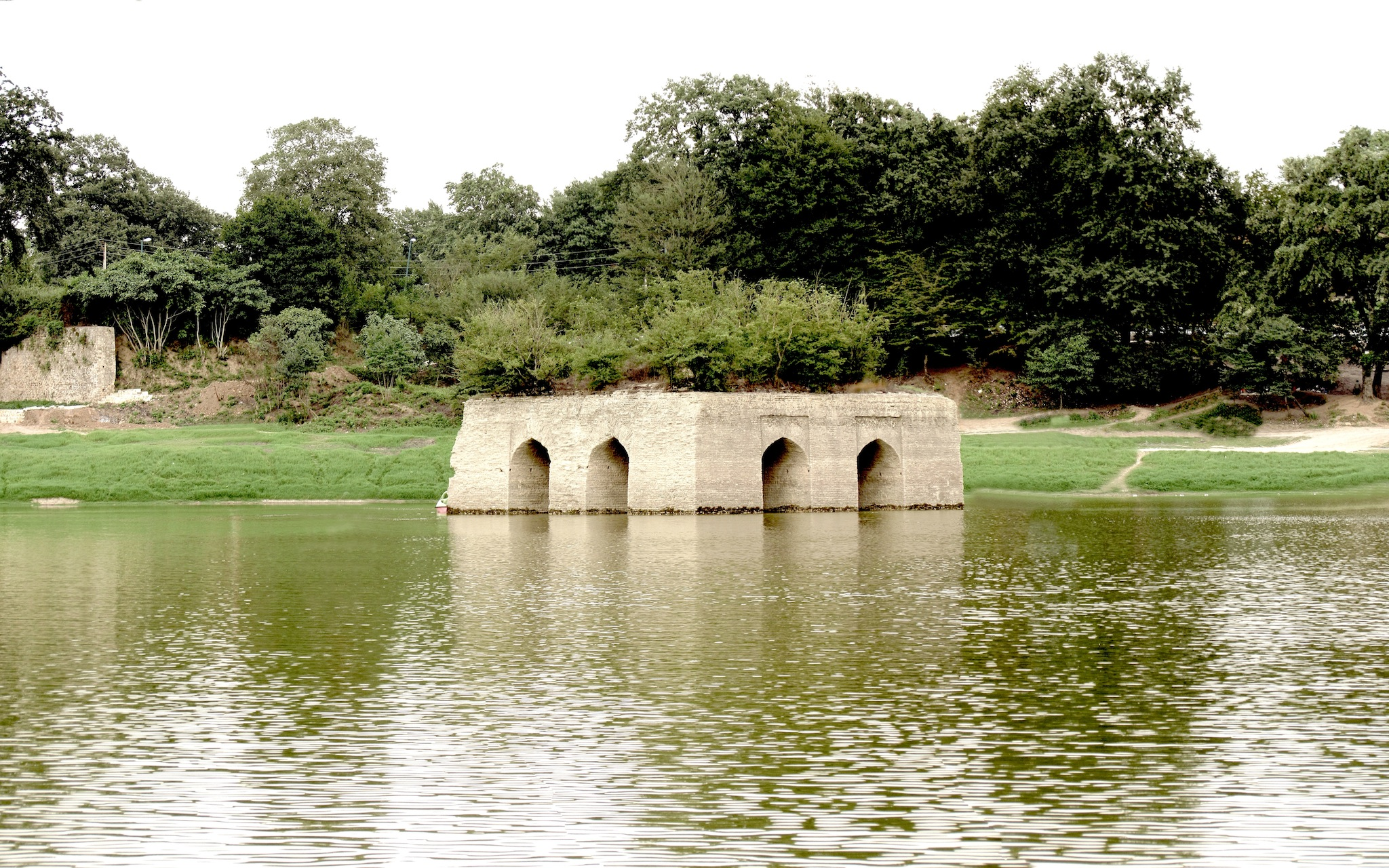
باغ عباس آباد در نزدیکی شهر بهشهر(پایتخت تابستانی صفویان)شاه در آنجا ببر شکار می کرد. مادر شاه عباس صفوی اهل بهشهر بود و این شهر توسط عباس "اشرف" نامیده شد.

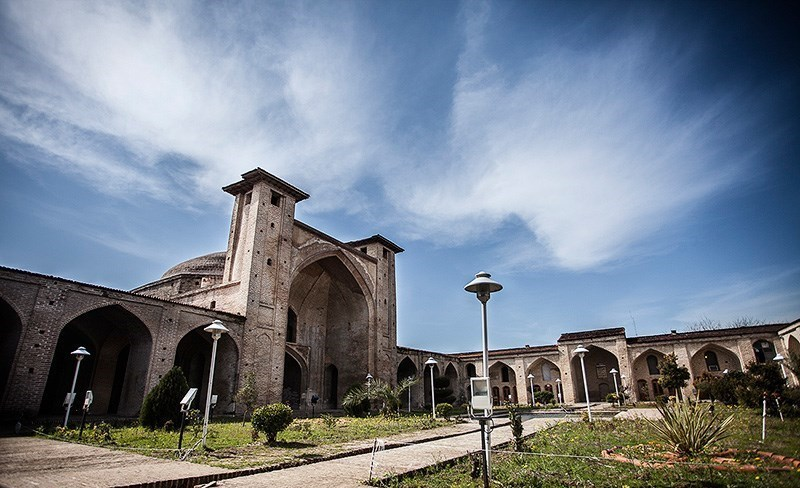
مسجد فرح آباد در نزدیکی شهر ساری. نزدیکان شاه در فرح آباد ماهی صید میکردند.

از زمان یزدگرد سوم ساسانی تا زمان شاه عباس یکم صفوی، مازندران (تبرستان) پادشاهی یا اسپهبدنشینی مستقل یا ایالتی خودمختار بود و پادشاهان محلی بر آن حکومت می‌کردند. ولی در این زمان همهٔ سلسله‌های این سرزمین نابود شدند و مازندران از آن پس به عنوان ایالتی در دست شاهان ایران بود. 

## ورود صفویان به مازندران
در ابتدای قرن دهم هجری شاه اسماعیل صفوی توانست یکی از شاهزادگان شیعی محلی به نام کیا حسین چلاوی که متحد آق‌قویونلو بود را شکست دهد و در ۹۲۳ هجری به مازندران لشکر کشید ولی شاهزادگان محلی همچنان مستقل باقی ماندند. یک والی صفوی نیز از ۹۷۷ تا ۹۸۴ هجری در مازندران مستقر بود ولی تنها در زمان شاه عباس یکم بود که او توانست به صورت کامل مازندران را در سال ۱۰۰۵–۶ هجری به ایران الحاق کند. مادر شاه عباس، مهدعلیا، یک شاهزادهٔ مرعشی بود و این گونه او خود را وارث سید قوام‌الدین مرعشی معرفی کرد. شاه عباس سپس خود را دوستدار این استان نشان داده و دو اقامتگاه زمستانی به سبکی که در شمال اصفهان ساخته بود، در فرح‌آباد (۱۰۲۰ هجری) و اشرف‌البلاد (۱۰۲۱ هجری) ساخت. گردشگران اروپایی همچون پیترو دلاواله(۱۶۱۸) و توماس هربرت (۱۶۲۷) از این بناها بازدید کردند. شاه عباس ۳۰٬۰۰۰ خانوادهٔ گرجی و ارمنی را در مازندران سکنی داد که بسیاری از آن‌ها به علت ناسازگاری با آب و هوا، درگذشتند. خود شاه عباس نیز در ۱۰۳۸ هجری در فرح‌آباد درگذشت. 

## دودمان‌های محلی

### پادوسبانیان
درسال ۸۳۰ میان ملک کیومرث رستمدار حاکم رویان (کلارستاق، کجور و نور) با حکام کیایی گیلان دشمنی سخت پدید آمد و در نهایت ملک کیومرث رستمدار با حمایت اهالی کجور و کلارستاق در سال ۸۳۱ قمری به سرزمین کیاییان گیلان حمله نموده و منطقه ی تنکابن را فتح نمود و عمارت خاصه سید داوود کارکیا را آتش زده و برخی از حامیان کیاییان را به قتل رساند  کیاییان ناحیه تنکابن را به او واگذار نمودند ملک کیومرث بین سال های ۸۰۷ تا ۸۵۷ قمری بر رویان حکومت راند و مرزهای حکومت ملک کیومرث از شرق تا لاریجان آمل و از غرب تا تنکابن و از جنوب تا طالقان امتداد می یافت. پس از ملک کیومرث حکومت او بین دو پسرش کاووس و اسکندر تقسیم گشت. ملک اسکندر و هشت تن از نوادگان اسکندر بر کجور و کلارستاق حاکم گشتند به شاخه ی کجور مشهور گشتند و ملک کاووس و نه تن از نوادگان او بر نور و لاریجان حاکم گشتند که به شاخه ی نور مشهور گشتند.
این دو سلسلهٔ خویشاوند از سال ۸۵۷ تا ۱۰۰۶ یعنی تا اوسط عصر صفوی بر رویان و رستمدار (نور ، کجور و کلارستاق) حکومت نمودند و با جنگ‌های پی‌درپی اوضاع منطقه را برهم زدند و طولانی‌ترین سلسلهٔ جهان آن روزگار را به افول کشیدند.
صفویان در سال ۹۰۷هجری قمری به‌دست شاه اسماعیل یکم بنیان گذاشته شد و در ۹۱۸هجری قمری شاه اسماعیل یکم به مازندران یورش برد و پس از زد و خوردهایی آمل را ترک کرد.
به دستور شاه اسماعیل صفوی دریاچه کوهستان لاریجان که دریوک نام‌داشته به جهت جبران خسارت جنگی، شکافته و آب دریاچه عظیم به طرف آمل جاری شد و شبانه تمامی شهر و آبادی‌های اطراف را فرو گرفت و هیچ جنبنده‌ای زنده نماند و تمام خانه‌ها و بناها در اثر سیل نابود و ویران شدند.
زمانی که شاه اسماعیل یکم به فکر فتح مازندران بود، در غرب مازندران چهارتن از شاهزادگان پادوسبانی برسر به‌دست گرفتن حکومت می‌جنگیدند. این چهار نفر این افراد بودند:
- ملک کاوس دوم: در سال۹۰۴ به‌دست برادرش بیستون کشته‌شد.
- ملک کیومرث دوم: حکومتی نکرد و بیشتر در حال جنگ با برادران بزرگ و کوچکش بود.
- ملک بیستون دوم: در سال۹۰۴ با به‌قتل رساندن برادرش به فرمانروایی رسید و در ۹۱۳هجری مُرد.
- ملک اشرف: از شاخه کُجور بود. در سال۸۹۷ فرمانروای کُجور شد و در ۹۱۳هجری از حکومت کناره‌گرفت تا فرزندش حکومت را بپذیرد.

از آنجا که شاهان پادوسبانیان مورد علاقهٔ مردم بودند، جنگ با آن‌ها سخت‌تر از دیگر جنگ‌ها بود و صفویان تا زمان شاه عباس یکم ترجیح دادند با آن‌ها در حالت صلح باشند ولی در زمان این پادشاه‌صفوی وی با بهانه‌هایی توانست به‌جنگ با حکام این سلسله برود و آن‌ها را نابود سازد.

### مرعشیان
در سنهٔ ۸۹۷ هجری آقا رستم حاکم مستقل سوادکوه سلسلهٔ آل‌روزافزون را بنیان گذاشت. این حکومت کوچک که در ابتدا فقط در سوادکوه می‌زیست کم‌کم در اوایل دههٔ ۹۰۰ سراسر مناطق مرکزی و شرقی طبرستان را تحت فرمان گرفت و به مبارزه با مرعشیان پرداخت، چنانچه در سال ۹۰۴هجری کمال‌الدین بن شمس‌الدین مرعشی که به‌تازگی حکومت پدرش را ارث برده‌بود را به‌قتل رساند و بزرگان مرعشیان تا زمان مرگ آقا رستم روزافزون از خود حرکتی نشان ندادند ولی پس از مرگ وی شخصی به نام عبدالکریم‌بن عبدالله‌بن عبدالکریم که از بزرگان مرعشی بود حکومت مازندران را به‌دست گرفت و در این زمان حکومت شاه‌اسماعیل ده‌سال داشت.
در زمان پادشاهی خان‌کوچک (۹۳۹–۹۶۸) وی به صفویان تسلیم شد و به رسم آن زمان خیرالنساء بیگم که دختر خان‌کوچک بود به همسری محمد خدابنده درآمد و حاصل این ازدواج شاه عباس بود که بعدها پادشاه صفویان شد.
پس از این شاهان صفوی متعدد در کار مرعشیان دخالت می‌کردند و در واقع مرعشیان به عاملان صفوی تبدیل در مازندران تبدیل شده بودند.
شخصی به نام میرعبدالکریم‌بن عبدالله‌خان که ارثأ حاکم قسمتی از مازندران شده‌بود، با زهر در شوال۹۷۲هجری خودکشی کرد و قلمروش به میرعزیزخان‌بن میرعبدالله واگذار شد. اما شاه تهماسب یکم وی را به زندان انداخت.
پس از وی شخصی معروف به میرزاخان به‌جای پدر به قسمتی از مازندران رسید و پس از مرگ شاه‌تهماسب سراسر قلمرو مرعشیان را فتح کرد. وقتی‌که دختر میرعبدالله‌خان (فخرالنساء بیگم) ملکهٔ‌اعظم ایران شد و به همسری محمدخدابنده درآمد، دستور داد تا میرزاخان به قزوین برود؛ ولی وی نافرمانی کرد و به قلعهٔ فیروزشاه پناه برد و سربازان اعزامی به او اطمینان دادند که در امان باشد ولی سپس خیانت کردند و او را به‌قتل رساندند.
رابینو، تاریخ‌نگار انگلیسی، از نامه‌ای را فاش می‌کند که میرزاخان برای ملکه فرستاده بود:
مرا به قصاص خون پدرتان که کشته‌ام حکم ندهید چون آنگاه کودکی بیش نبودم…
پس از مرگ وی عموی ملکه (میرعلی‌خان‌بن سلطان‌محمود) حاکم مازندران منصوب شد. سرانجام پس از مرگ وی شخصی به‌نام میرمراد بن سلطان‌محمود حکومت مرعشیان را برعهده گرفت و در اواخر قرن‌دهم هجری با عزل وی توسط شاهان صفوی این حکومت عملأ منقرض شد.

### خاندان دیو
- میرک دیو: وکیل ِسلطان حسین میرزاصفوی (حاکم مازندران در زمان شاه تهماسب یکم) بود. موکّل وی به امر شاهزادهٔ مزبور به‌قتل رسید و او نیز مازندران را به اجبار پس از مرگ شاه‌تهماسب ترک کرد.
- شمس‌الدین‌دیو: وی پس از مرگ شاه تهماسب یکم سراسر مازندران را به فرمان میرزاخان درآورد.
- الوند دیو: حاکم سوادکوه و مناطق محدودی در اطراف آن که در سنهٔ ۱۰۰۷ هجری قمری به شاه عباس یکم تسلیم شد.[۷]

## در دوره زوال صفویان
مازندران در ابتدا یکی از ممالک دیوانی بود ولی در زمان شاه عباس دوم، به همراه گیلان عنوان خاصه پیدا کرد. در سال ۱۶۶۸ میلادی کازاک‌ها به رهبری استپان رازین به این دو استان حمله کردند و در دهه‌های نخست قرن هجدهم میلادی مازندران و گیلان تحت تصرف پتر کبیر درآمدند و این همزمان با زوال صفویان بود. شاه تهماسب دوم در سال ۱۷۲۳ میلادی، حاضر شد در ازای کمک روس‌ها برای مقابله با اشرف، این دو استان را رسماً به روس‌ها دهد ولی با مرگ پتر در ۱۷۲۵ میلادی این پیمان عملی نشد. با به قدرت رسیدن کاترین کبیر، او پیشنهاد داد در ازای پس دادن کرانه‌های جنوبی دریای مازندران، حکومت ایران تسلط روسیه بر داغستان و شروان را بپذیرد. تهماسب که کنترلی بر قلمرو خود نداشت، عملاً مازندران را به ایل قاجار، از طوایف ترکمن و قزلباش، سپرد. اما پس از نیرو گرفتن نادر، تهماسب مجبور شد مازندران را همراه با خراسان و سیستان و کرمان در اختیار نادر گذارد و این موجب شورش فتحعلی‌خان قاجار در سال ۱۷۴۴ میلادی شد.

## فهرست برخی والیان

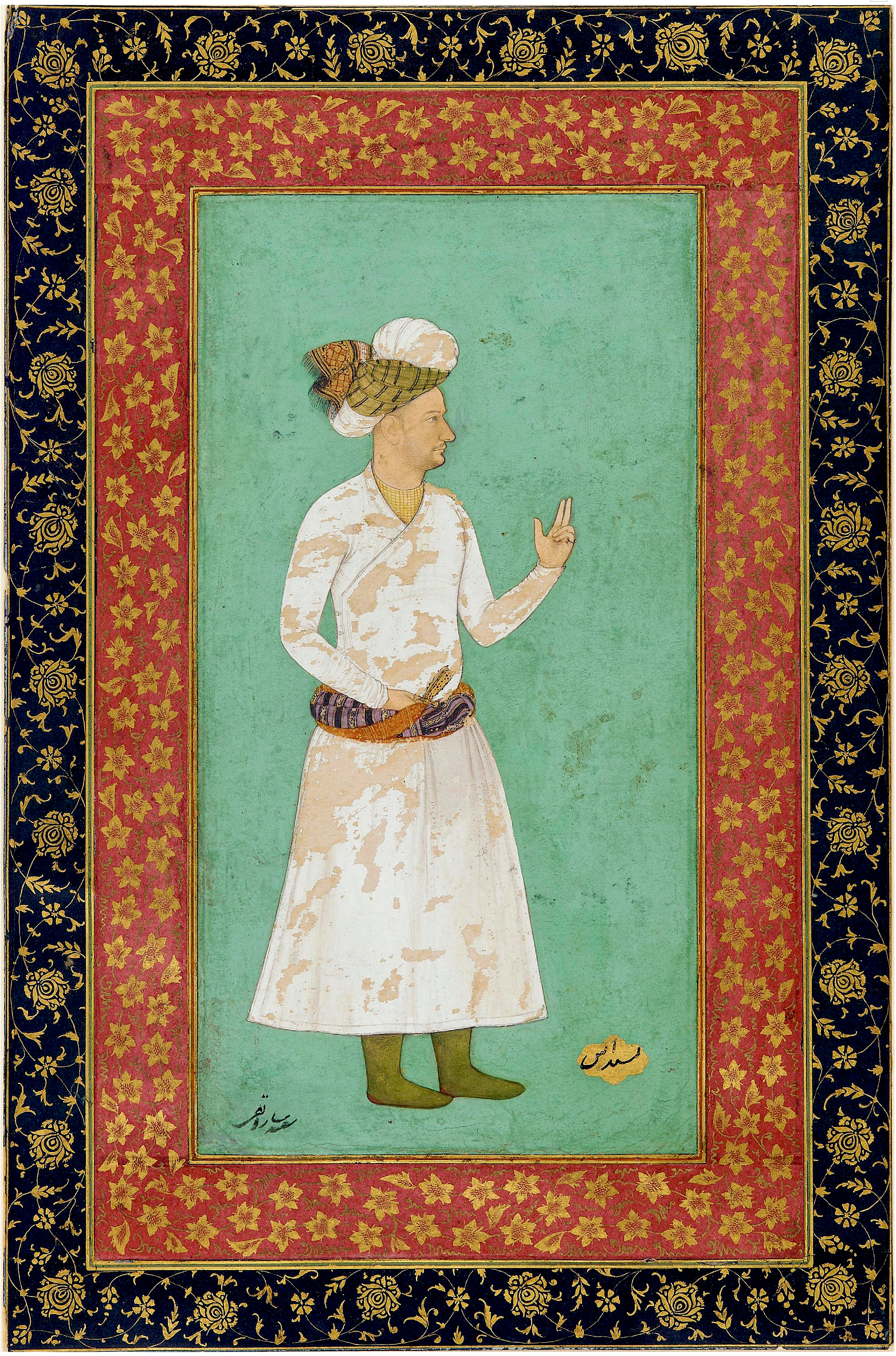
در سال ۱۰۳۱ ه‍. ق. شاه عباس ساروتقی را مأمور کرد که راه‌های مازندران را وسیع و سنگفرش کند بطوریکه کاروان‌های شتر بدون خطر در کوه‌ها و جنگل‌های آن سرزمین آمدوشد کنند. ساروتقی راه وسیعی ساخت که از طریق فیروزکوه به سوادکوه و از آنجا به نوح‌آباد منتهی می‌شد و پادشاه از این راه به مازندران می‌رفت.

| صفویان                                 |                          |                                      |
| شرف الدین بدلیسی                       | ۷ سال/۹۷۴ تا ۹۸۱ هجری    | در تنکابن                            |
| سلطان حسین میرزا بن سلطان محمد خدابنده | تا ۹۸۵ هجری              |                                      |
| شرف خان                                | ۱۰۰۳ هجری                | حاکم تنکابن                          |
| فرهاد خان                              | ۱۰۰۵ هجری                |                                      |
| الوند سلطان ابن حسین خان فیروز جنگ     | ۱۰۰۶ هجری                | تنکابن                               |
| حیدرسلطان قوی حصارلو                   | ۱۰۰۴ و دوباره در ۱۰۳۸ هج | تنکابن                               |
| ابراهیم بیک                            | ۱۰۰۳ هجری                | حاکم رستمدار                         |
| میرزا محمد شفیع میرزای عالمیان         | تا ۱۰۱۸ هجری             | وزیر مازندران                        |
| میرزا ابوالقاسم خراسانی                | ۱۰۱۸ هجری                | وزیر.                                |
| میرزا محمدتقی                          | ۱۰۲۱ تا ۱۰۳۱ هجری        | وزیر (معروف به ساروتقی اعتمادالدوله) |
| میرهاشم                                |                          | وزیر                                 |
| میرزا علی‌اصغر                          | ۱۰۸۵ هجری                | به دستور شاه طهماسب دوم              |